# Chorostów (Ukraina)
Chorostów (ukr. Хворостів) – wieś na Ukrainie na terenie rejonu włodzimierskiego w obwodzie wołyńskim, liczy 165 mieszkańców.